# 布雷巴赫河
51°14′59.13″N 7°19′38.04″E / 51.2497583°N 7.3272333°E

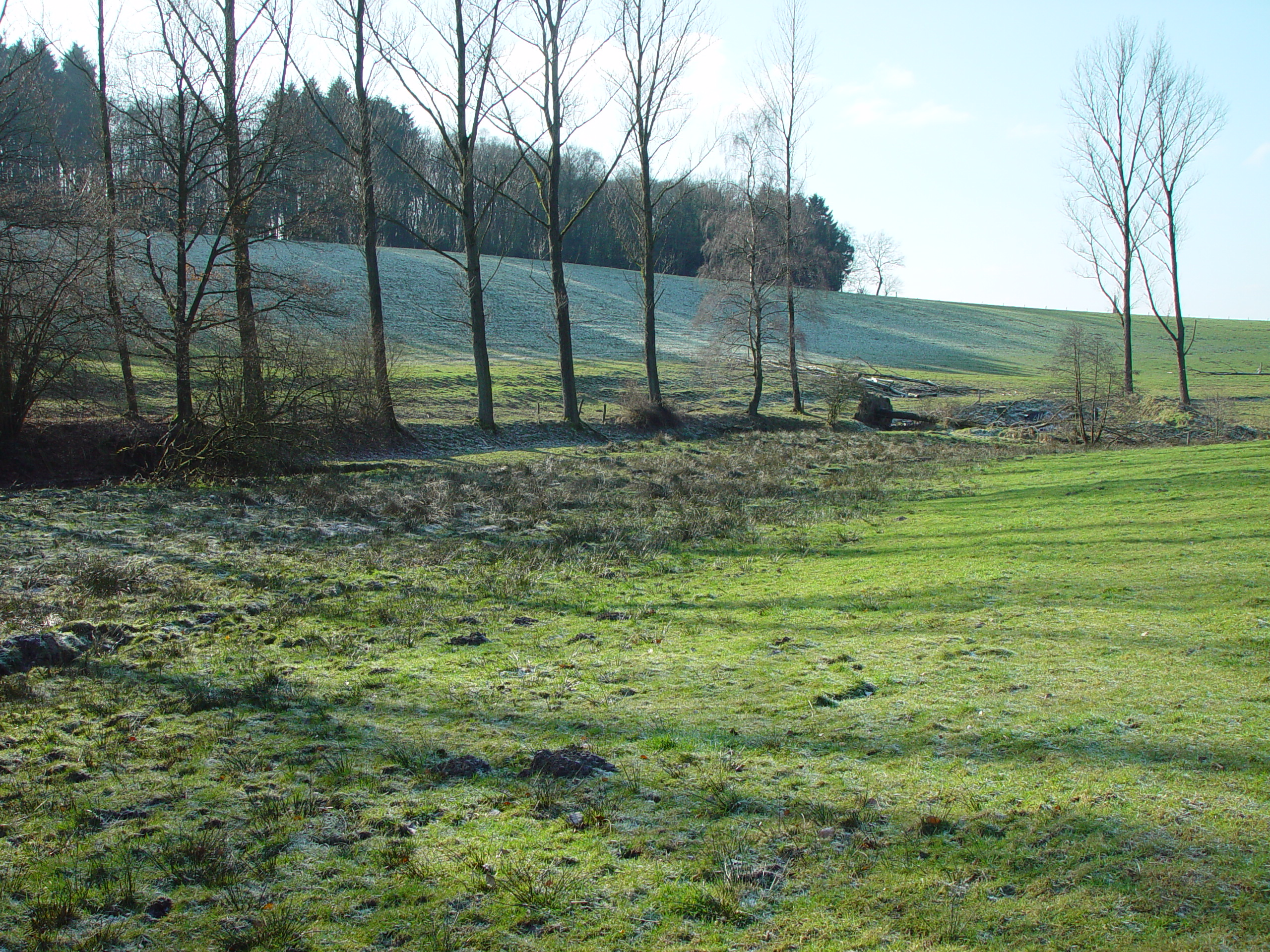

布雷巴赫河（德語：Brebach），是德國的河流，位於該國西部，流經北萊茵-威斯特法倫州，屬於施普雷勒巴赫河的左支流，河道全長3.5公里，發源自拉德福姆瓦爾德。